# Luigi's Mansion (jeu vidéo)
Vous lisez un « bon article » labellisé en 2011.
Cet article concerne le premier jeu vidéo de la série. Pour la série, voir Luigi's Mansion.
Luigi's Mansion (ルイージマンション, Ruīji Manshon, Luigi Mansion) est un jeu vidéo d'action-aventure, développé par Nintendo EAD et édité par Nintendo sur GameCube. Il est sorti au lancement de la GameCube, soit au Japon le 14 septembre 2001, en fin d'année en Amérique du Nord et en 2002 en Europe. Il est l'un des rares jeux de la série Super Mario où Luigi est le personnage principal à la place de Mario.
Le jeu retrace les aventures de Luigi dans un manoir qu'il a gagné lors d'un concours auquel il n'a jamais participé. Pour fêter l'événement, il invite son frère Mario à le rejoindre dans sa nouvelle demeure. Sur place, il apprend par le professeur Karl Tastroff que son frère a été enlevé par des fantômes. Luigi part alors secourir son frère en parcourant le manoir et en combattant les fantômes rencontrés à l'aide d'un aspirateur inventé par le professeur.
Luigi's Mansion a été assez bien accueilli par la presse spécialisée, bien que les critiques aient généralement pointé du doigt sa faible durée de vie. Le jeu s'est vendu à plus de 3,6 millions d'exemplaires et constitue le cinquième jeu le plus vendu sur GameCube. Il a été l'un des premiers jeux à ressortir sous le label Choix des Joueurs sur cette console. Un remake sur Nintendo 3DS est sorti le 12 octobre 2018 aux États-Unis, le 19 octobre en Europe et le 8 novembre au Japon et reprend le même principe que sur GameCube avec quelques nouveautés.
Le jeu a fait l'objet de deux suites, Luigi's Mansion 2, sorti sur Nintendo 3DS en 2013, et Luigi's Mansion 3, sorti sur Nintendo Switch en 2019.

## Univers

### Trame
Le jeu débute lorsque Luigi arrive dans un grand manoir sombre perdu au milieu d'une forêt. Le manoir est hanté par plusieurs fantômes, dont les Boos, et étudié par un vieux et brillant professeur, le professeur Karl Tastroff, qui vit dans un laboratoire souterrain près du manoir. Cette demeure comporte un rez-de-chaussée avec son jardin, deux étages, un sous-sol et un toit. Le joueur commence l'aventure dans le hall à partir duquel il visite les autres pièces du manoir.

### Histoire
L'histoire de Luigi's Mansion commence au moment où Luigi gagne un manoir à la suite d'un concours auquel il n'a pas participé. Excité par la nouvelle, il appelle son frère Mario pour lui proposer de se retrouver au manoir pour fêter cela. Une fois arrivé devant le manoir, qui est beaucoup plus sinistre que le montrait la photographie de la demeure, Mario semble être introuvable. Luigi entre dans la maison et se fait aussitôt attaquer par un fantôme. Il est sauvé par un vieil homme armé d'un aspirateur. Celui-ci est cependant incapable d'attraper le fantôme qui disparaît. Le vieil homme se présente à Luigi comme le « Professeur Karl Tastroff ». Les deux personnages ressortent du manoir car d'autres fantômes apparaissent.
Près du manoir, dans l'atelier du professeur, Karl Tastroff informe Luigi que sa « nouvelle » maison n'a jamais existé et qu'elle est apparue seulement quelques jours auparavant. Il lui dit aussi qu'il a vu un homme avec une casquette rouge entrer dans le manoir et ne l'a jamais revu depuis. En apprenant qu'il s'agissait du frère de Luigi, K. Tastroff lui montre comment capturer les fantômes et lui confie son aspirateur : l'« Ectoblast 3000 ». Après avoir capturé plusieurs fantômes et débloqué toutes les pièces, Luigi se retrouve face au Roi Boo, en quête de vengeance, dans le sous-sol de la maison et ce dernier le transporte sur le toit pour l'affronter. Le Roi Boo, contrôlant un gigantesque Bowser ressuscité, est finalement battu et aspiré par l'Ectoblast 3000. Luigi retourne voir K. Tastroff avec Mario (emprisonné dans un tableau) et réussit enfin à sauver son frère. Le manoir disparaît et Luigi construit un autre manoir grâce à l'argent qu'il a récupéré pendant l'aventure. Selon l'argent obtenu, le manoir est de plus en plus grand. Dans la galerie, les cadres des fantômes changent selon la manière de la capture.

## Système de jeu
Dans Luigi's Mansion, le professeur K. Tastroff arme Luigi de deux inventions : l'Ectoblast 3000 et le Game Boy Horror. L'Ectoblast 3000 est un aspirateur très puissant qui capture les fantômes et permet de recueillir des trésors. Pour capturer les fantômes, Luigi doit d'abord les éclairer avec sa lampe de poche pour les étourdir et faire apparaître leurs cœurs. Luigi peut alors les aspirer dans l'Ectoblast 3000 une fois que les points de vie du fantôme sont à zéro. Les fantômes restent coincés à l'intérieur de l'aspirateur et certains peuvent être transformés en portrait grâce à une machine du professeur, le Portrificateur Ectoplasmique. Ces portraits sont ensuite affichés dans la galerie de K. Tastroff. Selon le niveau de capture, le portrait varie entre le bronze, l'argent, l'or et le platine. Dans le jeu, Luigi découvre trois médaillons qui lui permettent de propulser du feu, de l'eau ou de la glace. Ces éléments peuvent être nécessaires pour capturer certains fantômes.
Le Game Boy Horror est un appareil portable qui permet à Luigi de trouver des indices dans la maison, et une fonctionnalité qui indique la présence d'un Boo dans la pièce et sa proximité avec Luigi. Elle contient un plan du manoir et permet de communiquer avec le professeur K. Tastroff. Toutes les pièces contenant des fantômes sont sombres et dès que Luigi les attrape tous, les lumières s'allument et un coffre apparaît. Ces coffres peuvent contenir une clé, de l'argent ou des médaillons. Lorsque Luigi trouve une clé, le Game Boy Horror indique automatiquement la pièce qu'elle ouvre. Sa forme ressemble à celle d'une Game Boy Color d'où elle tient son nom, en effet, le terme « Horror » remplace le terme « Color ».
Tout au long du jeu, Luigi trouve des pièces, des billets, des lingots ou encore des pierres précieuses. Une fois que le Roi Boo, le boss final du jeu, est vaincu, le joueur reçoit une note sur le trésor amassé pendant le jeu. Sa note varie de S à H selon le trésor amassé : plus Luigi est riche, plus la note se rapproche de S, à l'inverse, plus il  est pauvre, plus la note se rapproche de H. Lorsque le joueur finit l'aventure, une deuxième version du manoir nommée « Hidden Mansion » et contenant des ennemis plus coriaces devient jouable. Dans la version européenne, le plan de la demeure est également inversé horizontalement semblable à la Master Quest de The Legend of Zelda: Ocarina of Time ,.

## Développement
À l'origine prévu sur le 64DD de la Nintendo 64, le jeu est finalement présenté au Nintendo Space World en 2000 sous forme de démo technique visant à montrer les capacités graphiques de la GameCube. La vidéo devait faire la promotion et aussi la bande-annonce du jeu mais n'a jamais été utilisée. Dans la vidéo, on pouvait voir Luigi courir après un fantôme dans le hall, d'autres jouant aux cartes dans le salon, et d'autres tournant autour de Luigi, mais cela n'est jamais apparu dans la version finale du jeu. Peu de temps après sa création, Nintendo décide d'en faire un jeu complet. Luigi's Mansion est ensuite présenté à l'E3 2001 avec la console GameCube. Une nouvelle version du jeu, plus proche de la version finale, est présentée au Nintendo Space World 2001.
Satoru Iwata, PDG de Nintendo, affirme dans une interview publiée sur le site officiel de l'entreprise que la GameCube possède un disposif d'autostéréoscopie, semblable à celui qu'aura la Nintendo 3DS des années plus tard, pouvant produire des images en relief sans dispositif spécifique et qu'une version en 3D relief de Luigi's Mansion a été développée. Le projet a été abandonné avant la sortie de la console à cause du coût trop élevé de l'écran LCD spécifique à la console prévu pour faire fonctionner cette technologie,.
Les développeurs commencent à travailler sur Luigi's Mansion. Ils commencent à imaginer un jeu où il faut compléter des niveaux disposés autour d'un large manoir. Ils font des essais avec plusieurs personnages de l'univers Mario dans des maisons de poupées. Le jeu devient ensuite un projet pour la GameCube et choisissent Luigi comme personnage principal pour le rendre original. Les développeurs ont quelques idées comme de pouvoir aspirer un fantôme avec un aspirateur. Ils essaient également de se rapprocher d'un jeu vidéo de rôle dans lequel on se déplace en temps réel entre les différentes pièces.
La musique de Luigi's Mansion a été composée par Shinobu Tanaka et Kazumi Totaka, et y figure la « Totaka's Song », une chanson présente dans chaque jeu où Totaka a participé. On l'entend quand on attend sur la configuration de l'écran dans la salle d'entraînement pendant trois minutes et demie. Le thème principal de Super Mario Bros. peut être joué dans le conservatoire. Le thème principal du jeu est orchestré par Shogo Sakai pour Super Smash Bros. Brawl. Charles Martinet double la voix de Mario et Luigi tandis que Jen Taylor double celle de Toad. Luigi's Mansion reçoit un prix de la part de BAFTA Interactive Entertainment Awards en 2002 pour la qualité de sa bande son.

## Accueil
Luigi's Mansion est le jeu de lancement de la GameCube qui a reçu le plus de succès et est le troisième jeu le plus vendu en novembre 2001. Le jeu s'est vendu à 348 000 exemplaires au Japon et 2,19 millions aux États-Unis et est le cinquième jeu GameCube le plus vendu aux États-Unis. Il est l'un des premiers jeux ayant reçu le label Choix des Joueurs, en même temps que Super Smash Bros. Melee et Pikmin.
Luigi's Mansion reçoit un accueil plutôt favorable et les critiques louent les graphismes du jeu, son design et le système de jeu. GameSpot apprécie beaucoup les idées qu'ont eu les développeurs de Luigi's Mansion. Le magazine Nintendo Power fait l'éloge du jeu et particulièrement de son gameplay, jugé innovant. Gamekult trouve qu'il est amusant et estime que les visuels et animations sont proches du dessin animé. GamePro le considère comme un « excellent exemple du modèle d'un jeu vidéo ». Game Revolution est très satisfait des graphismes et des mécanismes de jeu. Jeuxvideo.com lui donne un 15/20, estimant qu'il est « doté d'une réalisation particulièrement alléchante ». IGN apprécie la voix « pleine d'humour » de Luigi et la bande son, tandis que Gamekult la trouve « assez pitoyable ». Le magazine japonais Famitsu attribue une bonne note au jeu, précisant que les contrôles, assez compliqués au début, fonctionnent bien.
Le jeu reçoit également des critiques négatives, principalement à cause de sa durée de vie jugée trop faible. GameSpot mentionne que Luigi's Mansion « ne correspond pas aux aventures classiques de Mario » et qu'il faut « peu de temps pour le terminer ». La critique estime que cette courte longévité permet au système de jeu et à la musique de ne pas devenir trop lassants alors que Gamekult trouve le jeu répétitif. Jeuxvideo.com reproche également « sa courte longévité » et est aussi déçu par « son manque de renouveau ». AllGame déclare qu'à long terme, Luigi's Mansion « ne peut pas assurer un système de jeu cohésif ». Matt Casamassina d'IGN trouve le jeu médiocre, à cause de son système de jeu prévisible. L'émission X-Play (en) critique Luigi's Mansion, dans un épisode sur les mauvais jeux Mario, en estimant que c'est une déception pour les joueurs qui s'attendaient à mieux pour le premier jeu Mario sur GameCube. Le jeu est situé à la 99e position du classement des 100 meilleurs jeux de Nintendo dressé par l'Official Nintendo Magazine.

## Postérité

### Utilisation de l'univers
Le professeur Karl « K. » Tastroff fait ses débuts dans ce jeu et est depuis devenu un personnage récurrent de l'univers de Mario. C'est l'inventeur de J.E.T., la pompe à eau de Mario, et du pinceau magique de Bowser Jr. dans Super Mario Sunshine. Il a également crée une machine spatiotemporelle dans Mario & Luigi : Les Frères du temps.
Le Roi Boo apparait en tant que personnage jouable dans la série Mario Kart, notamment dans Mario Kart: Double Dash!!, Mario Kart Wii et Mario Kart 8 Deluxe, mais aussi en tant que boss de Super Princess Peach, Super Mario 64 DS, Super Mario Sunshine et de Luigi's Mansion 2.
Depuis la sortie du jeu, le manoir est devenu un lieu emblématique, à la manière du Château de Peach  de Super Mario 64. Le manoir réapparait fréquemment dans des jeux des séries Mario tels que Mario Kart en tant que circuit et arène pour les batailles, dans les Mario Tennis en tant que terrain de tennis et les Super Smash Bros. en tant que zone de combat, renommé sous le nom de Manoir de Luigi.
Le jeu Nintendo Land propose un mini-jeu intitulé Luigi et le manoir hanté, inspiré de Luigi's Mansion.

### Suites
Une suite intitulée Luigi's Mansion 2 en Europe, ou Luigi's Mansion: Dark Moon en Amérique du Nord, est sortie en 2013 sur Nintendo 3DS. Un troisième opus, Luigi's Mansion 3, est sorti sur Nintendo Switch en 2019.

### Remake
Dix-sept ans après la sortie du premier opus, Nintendo annonce le 8 mars 2018 un remake sur Nintendo 3DS. Le jeu est sorti le 12 octobre 2018 en Amérique du Nord, le 19 octobre en Europe et le 8 novembre au Japon. Il comprend un nouveau mode, Boss Rush, dans lequel le joueur affronte les boss qu'il a déjà battus dans l'aventure principale. De plus, il propose un mode multijoueur en coopération avec Gluigi dans lequel deux joueurs peuvent accomplir l'aventure principale ensemble. Le jeu est compatible avec des amiibo. L'Ectochien et le Spectroflash sont disponibles comme dans le deuxième opus.